# Tuyển hầu xứ Trier

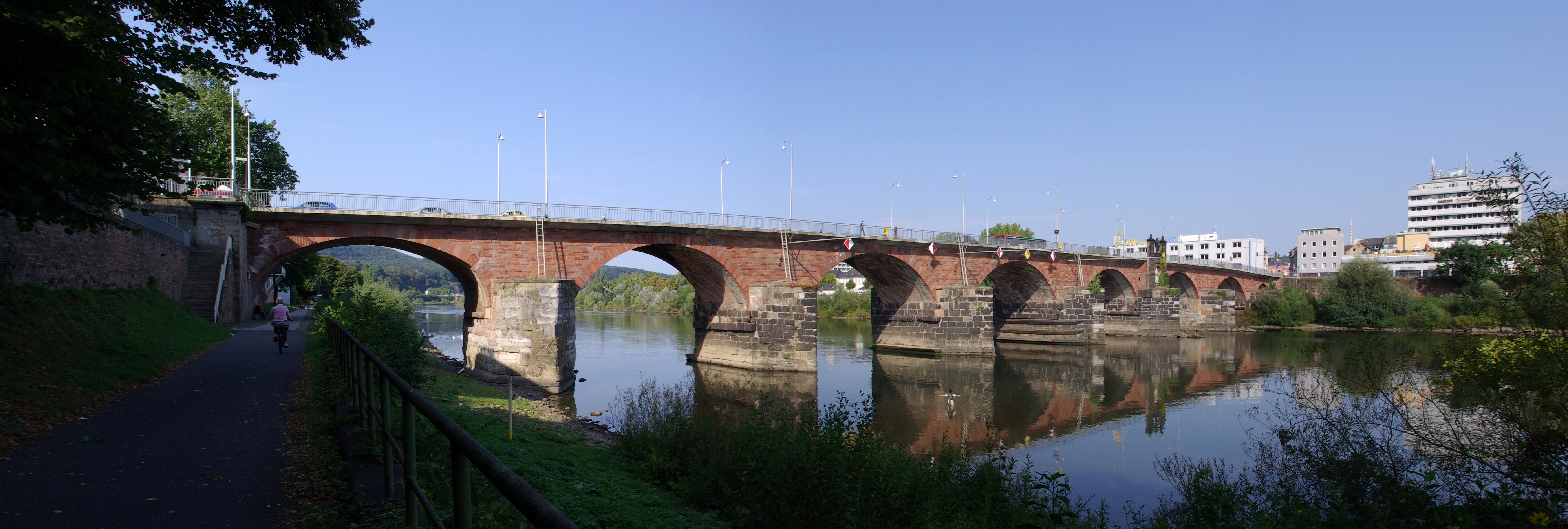
Cầu La Mã bắc qua sông Moselle

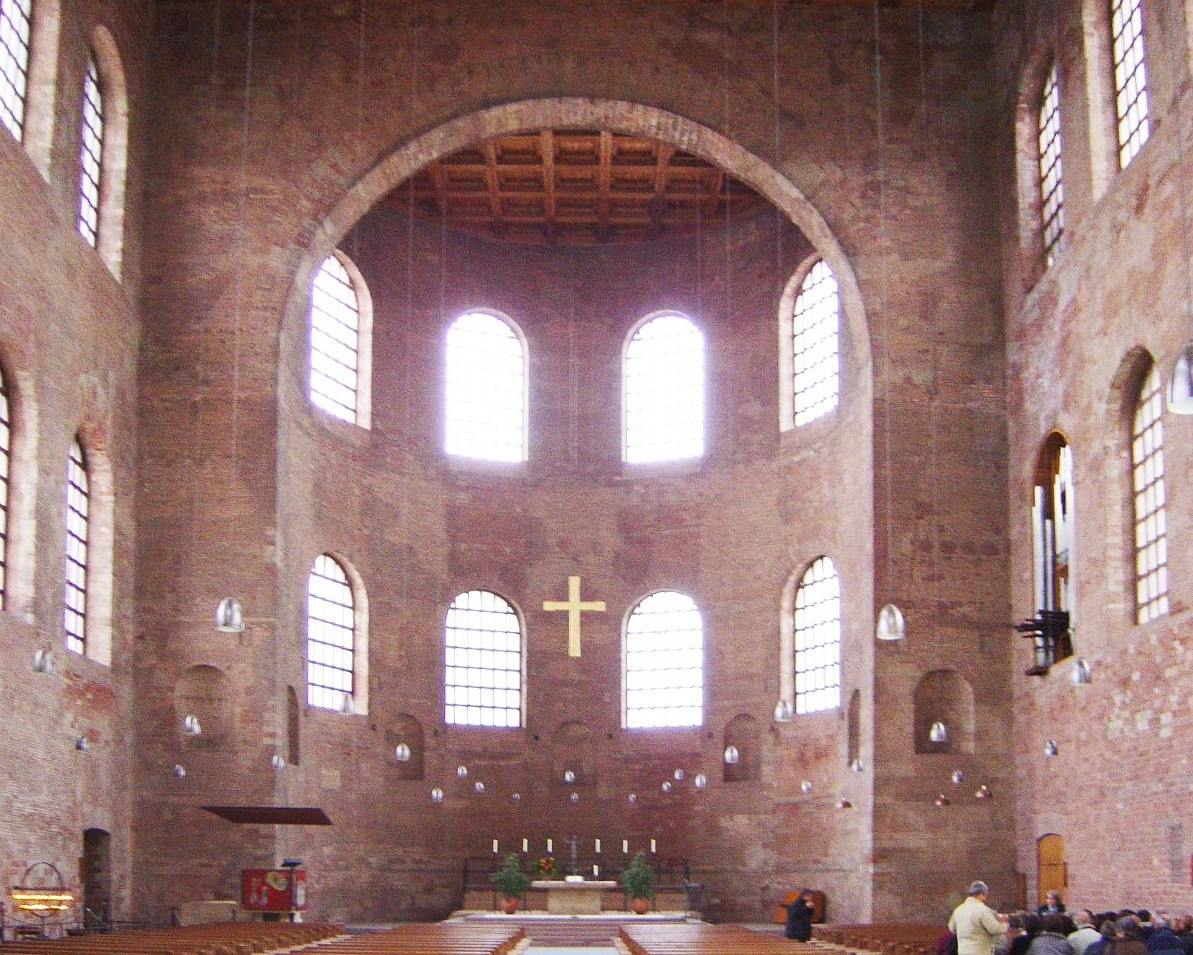
Vương cung thánh đường Constantine ở Trier (Aula Palatina)

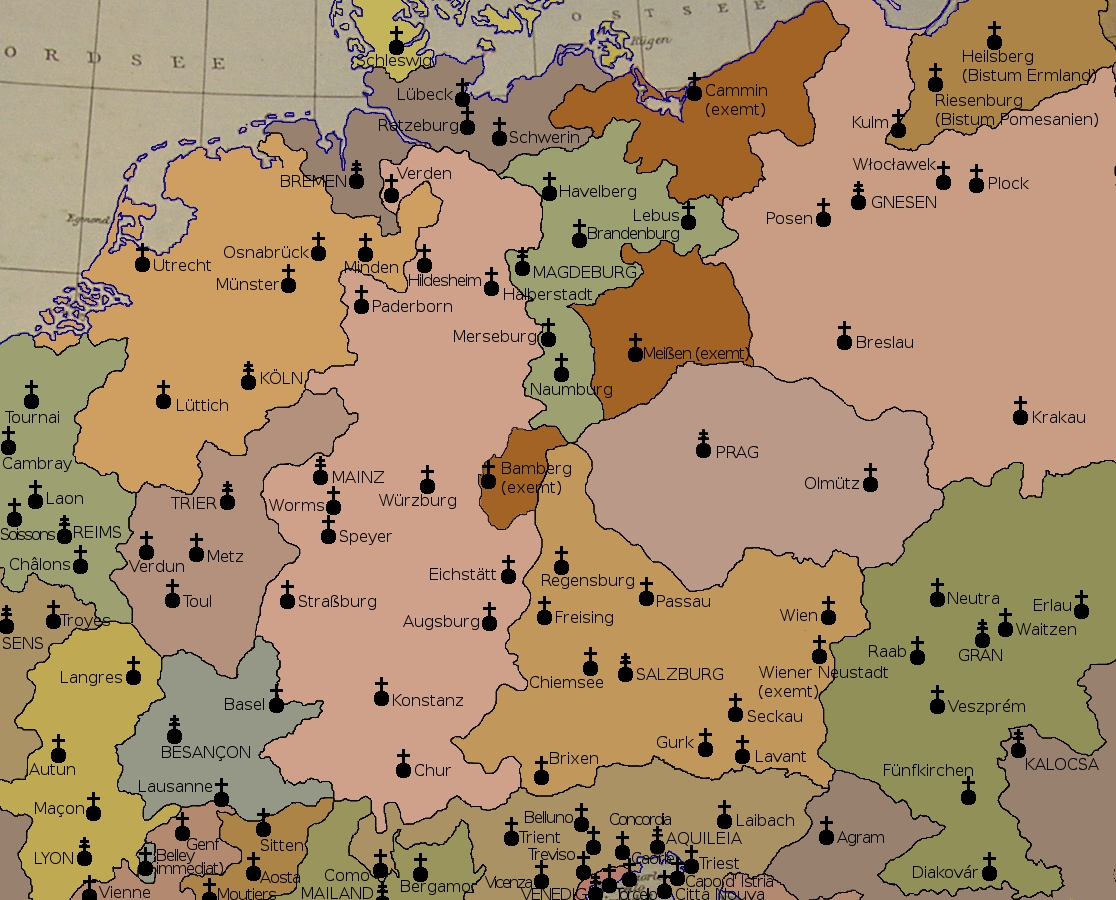
Các tổng giáo phận Trung Âu, 1500.

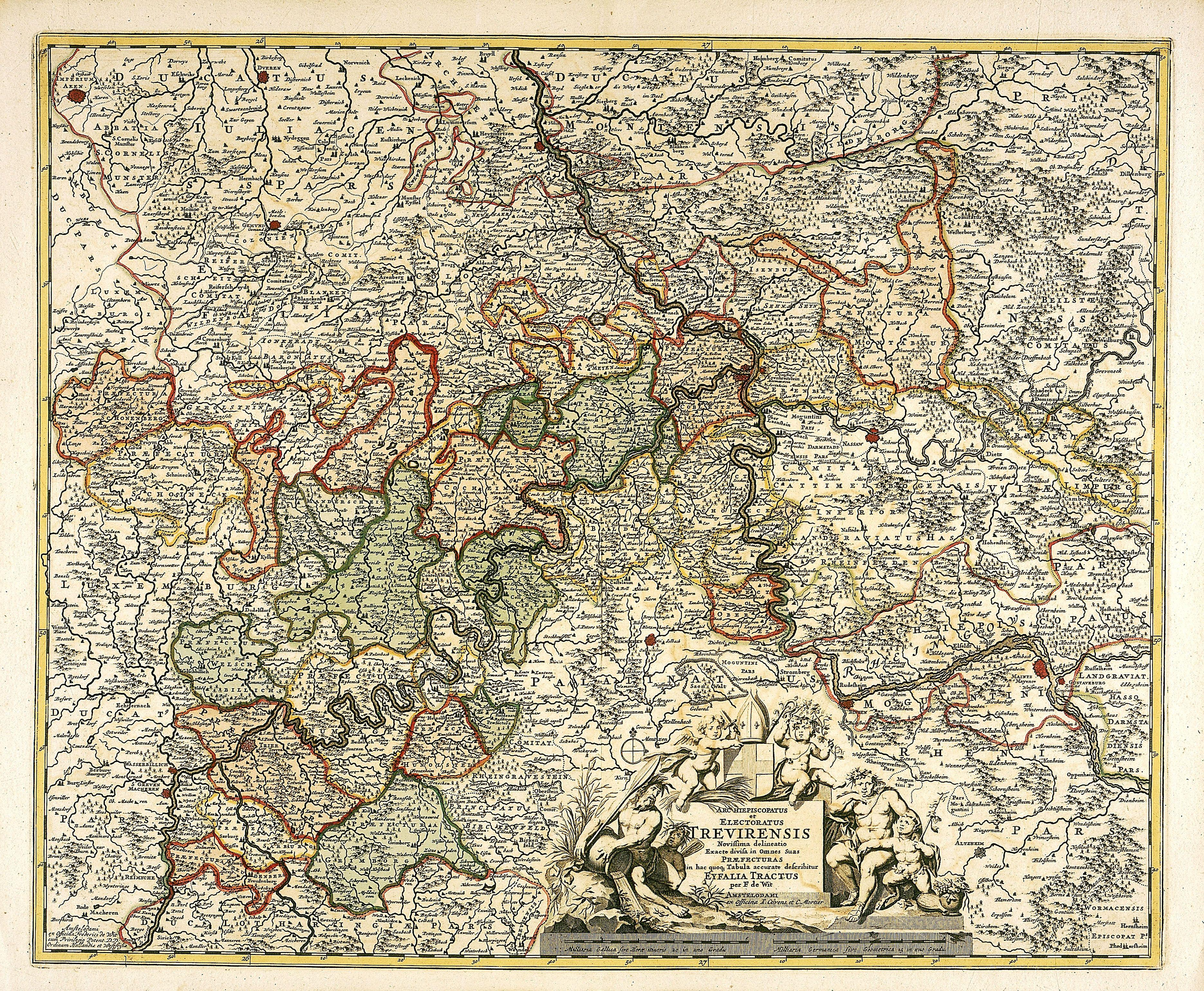
Bản đồ từ thế kỷ XVIII của Frederik de Wit

Tuyển hầu quốc Trier (tiếng Đức: Kurfürstentum Trier hoặc Kurtrier; tiếng Anh: Electorate of Trier) là một công quốc giáo hội của Đế chế La Mã Thần thánh, tồn tại từ cuối thế kỷ IX đến đầu thế kỷ XIX. Nó bao gồm các tài sản tạm thời của Giám mục vương quyền Trier (Erzbistum Trier), cũng là Tuyển đế hầu của đế chế, cùng với Tuyển hầu quốc Cologne và Tuyển hầu xứ Mainz.
Thủ đô của Tuyển hầu quốc này là Trier, với nơi ở chính của Tuyển đế hầu là Koblenz từ thế kỷ XVI trở đi. Tuyển hầu quốc đã được thế tục hóa trong thời kỳ Hòa giải Đức năm 1803.
Tuyển đế hầu của Trier, với tư cách là tổng giám mục, cũng quản lý Tổng giáo phận Trier, nơi có lãnh thổ không tương ứng với đơn vị bầu cử (xem bản đồ bên dưới).